# 埃尔韦多萨 (维尼艾什)
埃尔韦多萨（葡萄牙語：Ervedosa）是葡萄牙布拉干萨区维尼艾什的一个堂区。总面积30.98平方公里，总人口445人，人口密度14.4人/平方公里。